# Plíseň kokosová
Plíseň kokosová (Phytophthora palmivora) z řádu Pythiales je parazitický organizmus ze skupiny oomycet, napadající některé kulturní rostliny a působící na nich ztráty na výnosu.
V  tropech a subtropech napadá hlavně papáju melounovou (Carica papaya), ananasovník (Ananas), kakaovník (Theobroma), palmu olejnou (Elaeis guineensis) a láhevník (Annona). Způsobuje hnilobu kořenů, hnilobu stonku (rakovinu kůry a dřeně), zkrucování listů a nekrotické skvrnky.

## Příbuzné druhy
- plíseň bramborová (Phytophthora infestans)
- P. parasitica
- P. nicotianae
- P. cinnamomi